# Purenleon abruptus
Purenleon abruptus är en insektsart som beskrevs av Stange in Penny 2002. Purenleon abruptus ingår i släktet Purenleon och familjen myrlejonsländor. Inga underarter finns listade i Catalogue of Life.